# Vinicio Viani
Vinicio Simonetto Viani (Viareggio, 5 agosto 1913 – Viareggio, 11 giugno 1983) è stato un calciatore e allenatore di calcio italiano, di ruolo attaccante. Era anche conosciuto come Viani II per distinguerlo da Mameli (I). Era soprannominato Garone..

## Carriera

### Giocatore
Cresciuto nelle giovanili del Viareggio, esordì in prima squadra a 18 anni, nel 1931.
Disputò due stagioni in Prima Divisione, l'allora terzo livello del calcio italiano, realizzando 26 reti in 34 partite.
Nel 1933 venne acquistato dalla Fiorentina, approdando così in Serie A. Esordì in massima serie il 24 settembre 1933 in Fiorentina-Roma (1-3) e firmò uno score di 16 gol in 26 partite nel suo torneo d'esordio e diventando il primo calciatore viola a segnare una tripletta all'Inter. L'anno successivo marcò 11 reti in 25 partite, quindi passò alla Lucchese, in Serie B, con la cui maglia realizzò 34 gol in altrettante partite.
Ritornò alla Fiorentina, dove giocò altri due anni segnando 18 gol in 42 partite, quindi nel 1938 passò al Livorno. In maglia labronica firmò 67 gol in 99 partite, con la notevole performance nella Serie B 1939-1940 in cui realizzò 35 gol in 31 partite.
Nel 1942 tornò in Serie B, al Napoli, con la cui maglia firmò 16 gol in 31 partite che però non furono sufficienti a garantire ai partenopei il ritorno in massima serie.
Nel 1944 disputa alcuni incontri con la formazione dei Vigili del Fuoco di La Spezia, che si aggiudica il Campionato Alta Italia 1944, senza tuttavia disputare la fase finale del torneo.
Nel dopoguerra giocò il campionato 1945-1946 nel Benevento guidato da Gipo Viani, con cui vinse il campionato di Serie C (anche se per motivi economici non sarà poi effettuata l'iscrizione al successivo campionato di B); tornò quindi al Viareggio giocando altre 3 stagioni tra B e C, per poi concludere la carriera con la maglia della Massese.
In carriera realizzò complessivamente 223 gol in 363 partite, con 161 partite e 77 gol in Serie A e 110 gol in 148 partite in Serie B. Si è aggiudicato in due occasioni la Classifica marcatori di Serie B, nel 1935-1936 con la Lucchese e nel 1939-1940 col Livorno. Le 35 reti realizzate col Livorno nel 1939-1940 costituiscono tuttora il record assoluto di realizzazioni in una stagione in Serie B.

### Allenatore
Allenò tra le altre squadre il Pontedera nel campionato di IV Serie 1952-1953, l'Empoli, il Siena, il Viareggio (subentrando a Ugo Conti), la Carrarese e l'Ate Tixa. Tra le altre allenò il Viareggio nella stagione 1967/68.
Quando era allenatore del Como, nel 1963-1964, vinse il Seminatore d'Oro per le categorie semiprofessionistiche. In quella stagione mancò la promozione in Serie B per un solo punto.

## Palmarès

### Giocatore

#### Competizioni nazionali
- Prima Divisione: 1

Viareggio : 1932-1933
- Serie B: 1

Lucchese Libertas: 1935-1936
- Divisione Nazionale: 1

VV.FF. Spezia: 1943-1944

#### Individuale
- Capocannoniere della Serie B: 2

1935-1936 (34 gol), 1939-1940 (35 gol)

### Allenatore

#### Competizioni nazionali
- Scudetto Dilettanti: 1

Siena: 1955-1956